# O Coronel e o Lobisomem (2005)
O Coronel e o Lobisomem é um filme brasileiro de 2005, do gênero comédia, dirigido por Maurício Farias, com roteiro de Guel Arraes, Jorge Furtado e João Falcão baseado no romance O Coronel e o Lobisomem, do autor brasileiro José Cândido de Carvalho.
É o longa de estreia do diretor Maurício Farias.

## Sinopse
Diogo Villela interpreta o Coronel Ponciano que herda as terras de seu avô Simeão, mas que não consegue fazê-las produtivas. Ele se apaixona pela sua prima Esmeraldina que acaba por se casar com o irmão de criação de Ponciano, Nogueira.

## Elenco
- Diogo Vilela.... Coronel Ponciano de Azeredo Furtado
- Selton Mello.... Pernambuco Nogueira
- Ana Paula Arósio.... Prima Esmeraldina
- Andréa Beltrão.... Dona Bébé
- Marco Ricca.... Major Badejo
- Pedro Paulo Rangel.... Seu Juquinha
- Tonico Pereira.... Padilha
- Othon Bastos.... Avô Simeão
- Lúcio Mauro Filho.... Seabra
- Francisco Millani.... Doutor Serapião